# Aigües Bones
Aigües Bones és un nucli i entitat singular del municipi de Caldes de Malavella (Selva) situat immediatament 300 m. a l'est del nucli principal. El nucli està separat només pel Bosc de la Font i el Puig de les Moleres i queda connectat a Caldes per la carretera GI-674. Hi viuen 966 persones (2020). L'any 1989 constava com a urbanització residencial.